# Ferdinand Keller (archéologue)
Pour les articles homonymes, voir Ferdinand Keller.
Ferdinand Keller, né le 24 décembre 1800 à Marthalen et mort le 21 juin 1881 à Zurich, est un archéologue suisse.
Il est le fondateur de la Société des Antiquaires de Zurich et ses recherches à propos des Lacustres ont eu un grand rôle dans le développement des études préhistoriques en Suisse et en Europe. La Société des Antiquaires de Zurich est également fondamentale pour comprendre l'essor de l'archéologie en Suisse. Cette société centralise les données archéologiques au niveau national et incite à une certaine rigueur scientifique au sein de la recherche.

## Biographie

### Jeunesse et études
Ferdinand Keller naît le 24 décembre 1800 dans une grande maison de Marthalen, dans la campagne zurichoise. Son père, Heinrich Keller est un orfèvre réputé, souvent malade. Il s'installe à la campagne dans le but de se soigner et y rencontre Anna Hablützel, fille de fermiers réputés de la région. Ils se marient et donnent naissance à Ferdinand Keller. Celui-ci vit à Marthalen jusqu'à ses six ans, puis sa famille déménage à Winterthour où il est scolarisé durant six années, avant un nouveau déménagement familial à Zurich. Ferdinand étudie au lycée, puis il entreprend des études théologiques à un niveau académique. En 1819, il participe à la fondation de la première société d'étudiants Zofingue de Suisse à Zurich. Après ses études, il séjourne à Lausanne dans le but d'apprendre le français. Pour parfaire encore ses connaissances dans cette langue, il part en 1826 pour Paris où il suit des cours à la Sorbonne et au Collège de France. Il en profite également pour étudier diverses collections historiques, scientifiques et artistiques. À la fin de cette même année, il est engagé par Henry Seymour, homme politique britannique, comme précepteur de son fils Henry Danby Seymour. Il reste quatre ans au Royaume-Uni où il se familiarise avec l'étude des antiquités régionales. Il visite certains sites archéologiques importants tels que Stonehenge et les tumuli de Salisbury, et a la chance de visiter quelques collections privées d'antiquités celtiques, comme celle de Sir Richard Hoare et développe ainsi ses connaissances en matière d'études antiquaires. Il retourne en Suisse en 1831 et devient enseignant d'anglais à l'Institut Technique de Zurich, mais se retire finalement de la vie professionnelle en 1834 et se consacre dès lors à des balades dans la nature et à ses études d'antiquaire. Il s'inscrit à la Société des Naturalistes de Zurich dont il est membre du conseil d'administration entre 1835 et 1843. Il reste actif dans cette société jusqu'en 1865 en réalisant des conférences et en rédigeant divers articles.

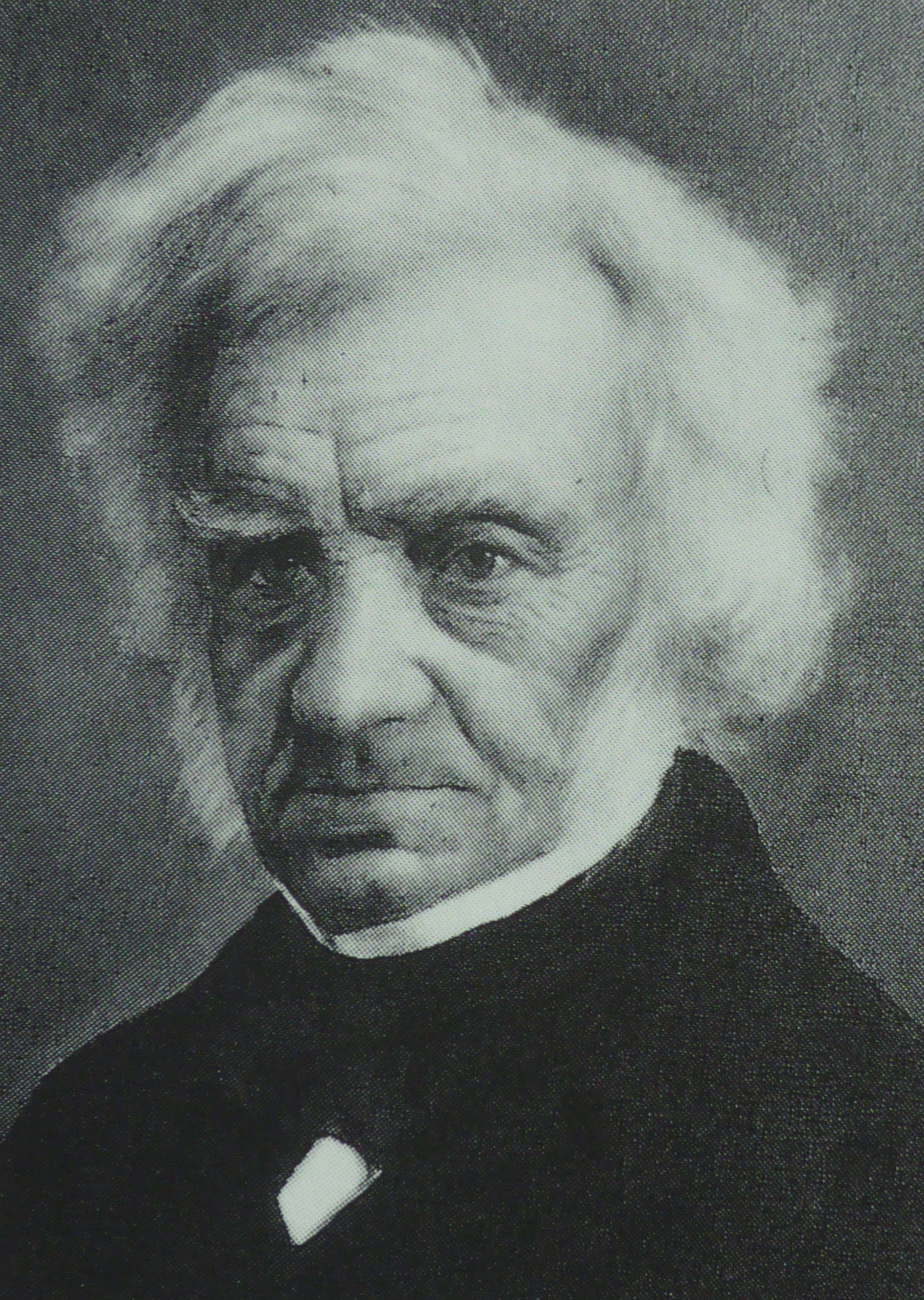
Portrait de Ferdinand Keller par H. Bodmer en 1881

Ferdinand Keller présente de bonnes connaissances sur les antiquités et l'histoire, mais également en sciences naturelles. C'est par la collaboration entre les spécialistes de ces deux domaines que l'archéologie connait un essor à la fin du XIXe siècle et Ferdinand Keller, par ses compétences en chacune de ces matières, fait office d'intermédiaire.

### Vie privée
On ne connait pas bien la vie privée de Ferdinand Keller car il ne l'évoque que très peu dans ses correspondances. Il ne s'est jamais marié et n'a pas eu d'enfant, préférant dédier sa vie à ses études. Après son retour du Royaume-Uni en 1831, il n'a plus beaucoup voyagé, probablement à cause de ses douleurs au foie qui n'ont cessé de le faire souffrir jusqu'à sa mort. À la fin de sa vie, Keller a dû faire face à la solitude à la suite du décès de plusieurs de ses amis et collègues ainsi qu'à des problèmes financiers. Il a écrit des articles jusqu'à quelques mois avant sa mort, survenue le 21 juillet 1881 à Zurich.

## Travail scientifique

### Fondation de la Société des Antiquaires de Zurich
En 1832, lors d'une promenade près de Burghölzli dans la campagne zurichoise, Ferdinand Keller rencontre des bûcherons en train de détruire ce qu'il interprète comme un tumulus funéraire. Il observe les objets mis au jour par les travailleurs et les considère comme étant liés à la culture celtique. Son interprétation se base sur les connaissances qu'il a acquises au Royaume-Uni en visitant des sites archéologiques et en étudiant des collections. Le 1er juin de la même année, il réunit un petit groupe de jeunes pour visiter et étudier le site. À la suite de cette découverte, il fonde la Société des Antiquaires de Zurich sur le modèle de la Société des Antiquaires de Londres. Le premier numéro des cahiers de la Société des Antiquaires de Zurich parait quelques années plus tard, en 1837, et traite notamment des découvertes de Keller aux tumuli de Burghölzli. Avant de devenir la Société des Antiquaires de Zurich, cette association était nommée Société des Antiquités patriotiques. Cette dénomination met en exergue son but premier qui consistait à mettre en valeur les antiquités suisses. Assez rapidement la société ne s'occupe plus uniquement des découvertes réalisées dans la région de Zurich, mais également de celles d'autres cantons suisses. Elle centralise les données archéologiques et étudie le mobilier des sites préhistoriques, romains et médiévaux et les rend accessible à un plus large public à travers des publications. Durant les vingt premières années de l'existence de la société, l'intérêt est plutôt porté sur l'étude de l'époque romaine et surtout médiévale, celle-ci ayant une résonance particulière durant la période de la Guerre du Sonderbund. Cependant, avec la découverte des habitats lacustres en 1854, l'attention portée à la période préhistorique s'accroît.

### Découverte des habitats lacustres

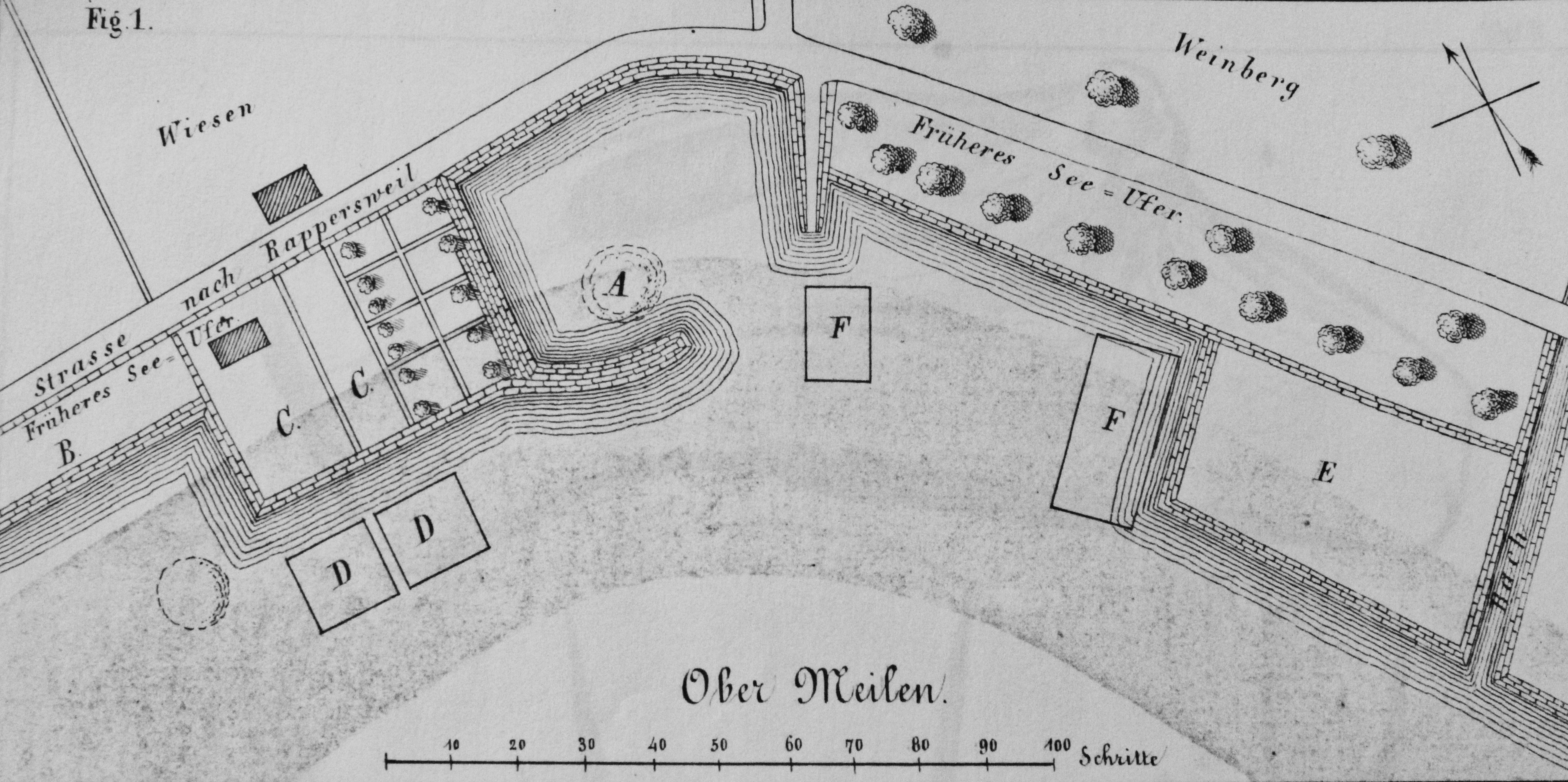
Plan de la baie d'Obermeilen publié dans Die keltischen Pfahlbauten in den Schweizerseen de Ferdinand Keller en 1854

L'hiver 1853-1854 a été particulièrement sec et cela a eu pour conséquence de faire baisser le niveau des lacs en Suisse. Les autorités du village d'Obermeilen, sur les rives du lac de Zurich, profitent du recul des eaux pour ériger une digue au large et conquérir de nouvelles terres sur le lac. En réalisant ces travaux, les ouvriers découvrent des pieux en bois, des tessons de céramique, des ossements et du mobilier qui semble très vieux à première vue. Johannes Aeppli, instituteur du village, observe ces objets et informe la Société des Antiquaires de Zurich de ces trouvailles. En automne 1854, Ferdinand Keller publie le résultat de ses premières recherches à propos du mobilier apparu à Obermeilen, dans un mémoire intitulé Die keltischen Pfahlbauten in den Schweizerseen, désigné couramment comme son 1er Rapport lacustre. Il y intègre des découvertes similaires réalisées au bord des lacs de Bienne, de Neuchâtel et du lac Léman. Ferdinand Keller devient aussitôt la référence dans le domaine des recherches sur l'habitat palafittique, qui commencent à prendre de plus en plus d'ampleur, tant en Suisse qu'au-delà des frontières nationales.

### Théorie des habitats lacustres

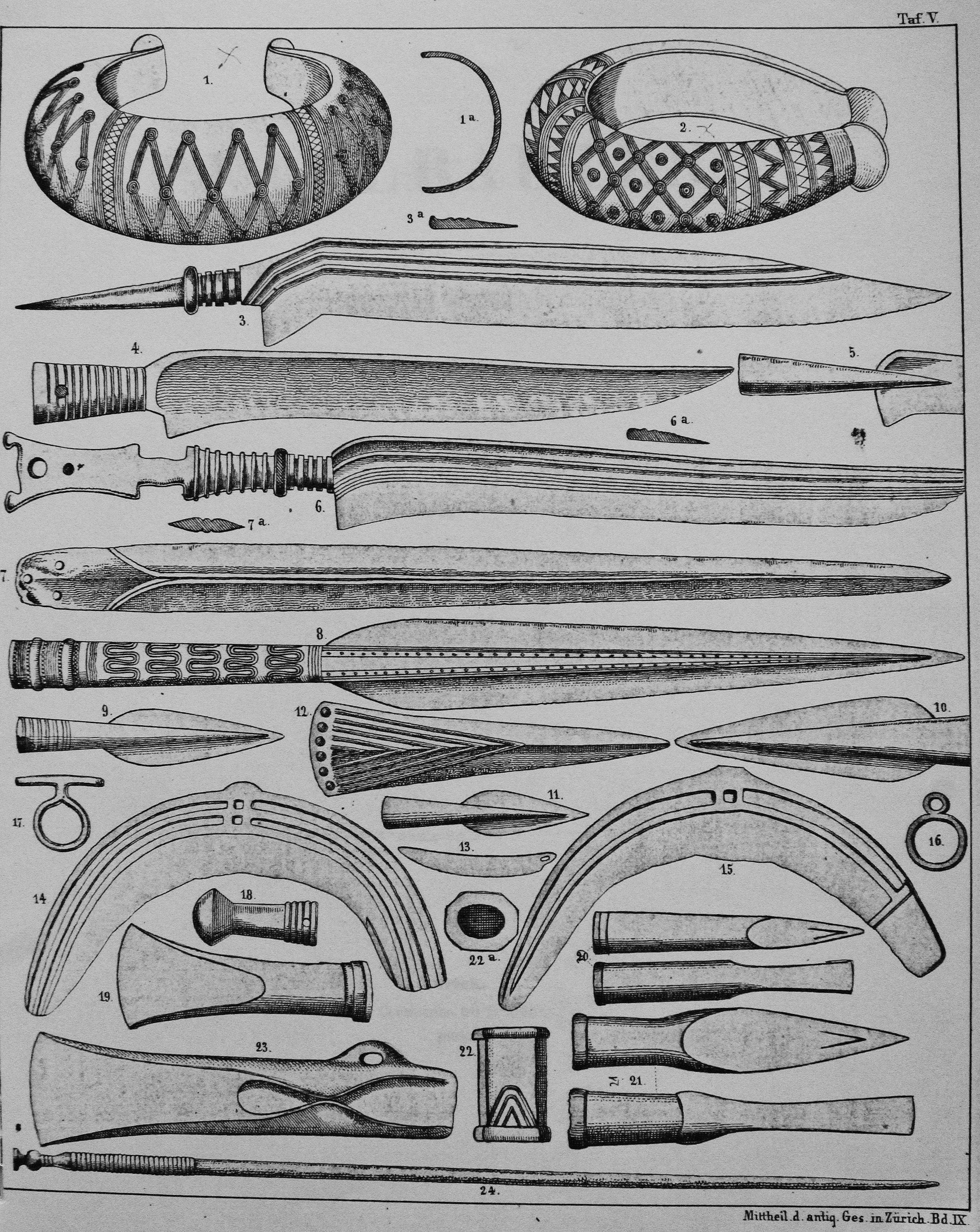
Planche des objets en bronze des stations lacustres du lac de Bienne publiée dans Die keltischen Pfahlbauten in den Schweizerseen de Ferdinand Keller en 1854.

Dès son premier rapport lacustre paru en 1854, Ferdinand Keller propose des hypothèses à propos de ce qu'il définit comme une civilisation spécifique. Il pense que tous les villages lacustres ont été occupés durant la même période chronologique. Selon lui, le système des trois âges de Christian Jürgensen Thomsen ne fonctionne pas dans ce cas, car on trouve à la fois du mobilier en pierre et en métal. Il considère les Lacustres comme « un rameau de la Nation celte », un peuple qui aurait développé un habitat particulier, sur des plateformes érigées sur les eaux, pour des raisons défensives. Concernant le type de construction des habitats, il évoque deux hypothèses. Selon la première, les villages auraient été bâtis sur les rives des lacs, puis auraient été engloutis par une montée des eaux. Cette hypothèse n'est pas favorisée par Keller : postulant a priori et implicitement la synchronie de tous ces habitats, elle lui semble improbable, car elle supposerait une montée simultanée des eaux sur tous les lacs de Suisse, alors que les géologues n'admettaient alors que des facteurs locaux pour les modifications du niveau des lacs. Ensuite, il propose un système de villages établis sur de grandes plateformes en bois construites au-dessus des eaux et soutenues par des pilotis. Pour justifier la faisabilité technique d'un tel système, il prend en exemple l'habitat des peuples primitifs de Nouvelle-Guinée, souvent dépeints dans les récits de voyages des XVIIIe et XIXe siècles et notamment dans ceux de Jules Dumont d'Urville dont Keller s'inspire. Il ajoute que ce système était encore utilisé sur les lacs suisses au XVIIIe siècle pour les cabanons des pêcheurs, ce qui pourrait attester d'une culture lacustre millénaire spécifiquement suisse.

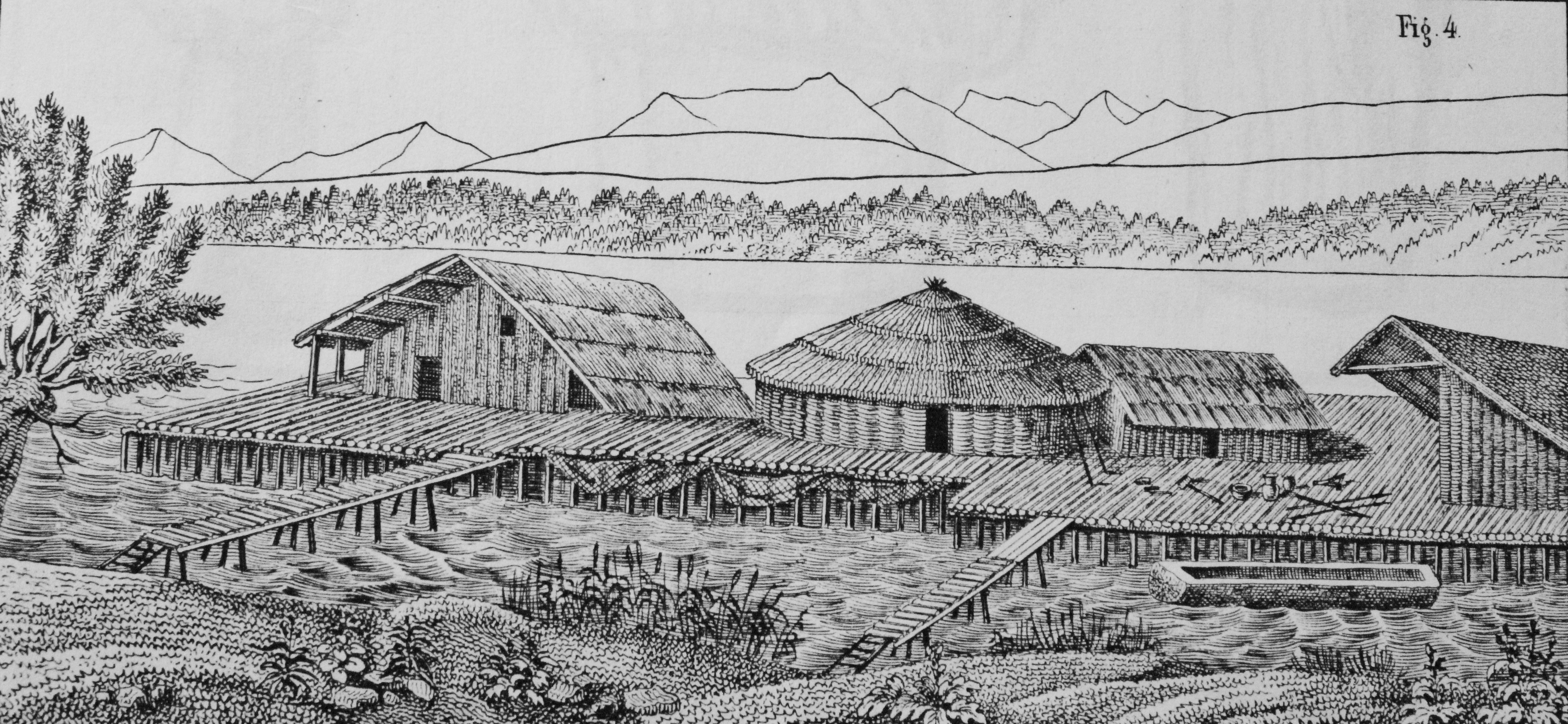
Illustration d'un village lacustre par Ferdinand Keller publiée dans Die Pfahlbauberichten in der Schweizerseen en 1854.

Pour illustrer son hypothèse, Ferdinand Keller utilise ses talents de dessinateur en s'inspirant de modèles de villages exotiques auxquels il ajoute un paysage alpin suisse. Cependant, il y a tout de même une différence notable entre les constructions des carnets de voyage et celles imaginées par Keller qui est la présence d'une plateforme commune, supportant d'un seul tenant toutes les maisons du village lacustre. Cette idée lui serait venue à la suite de l'observation archéologique des pieux, très nombreux dans les lacs suisses. Or, nous savons de nos jours grâce à la dendrochronologie que l'abondance des pieux est due aux reconstructions des maisons ainsi qu'à la réimplantation fréquentes de villages au même endroit. Keller a contribué à former une représentation des villages lacustres qui est longtemps restée dans l'imaginaire commun, notamment grâce à ses illustrations. Cette interprétation n'a été remise en question que dans le courant du XXe siècle, du fait de l'affinement des méthodes de fouille en milieu humide, ainsi que grâce aux enseignements des études sédimentologiques. Malgré le fait que sa théorie ne soit plus valable de nos jours, Keller reste celui qui a donné l'impulsion aux études préhistoriques et palafittiques en Suisse.

### Fièvre lacustre
Les notables vont, en amateur pendant leur temps libre, chercher des objets sur les rives des lacs. Les pêcheurs créent de nouveaux outils qui leur permettent d'attraper du mobilier au fond du lac pour pouvoir ensuite le revendre aux collectionneurs. Archéologues, naturalistes, géologues et autres scientifiques se mettent en quête de ces ancêtres vivant sur des plateformes au bord des lacs suisses. Tous espèrent faire figurer leurs découvertes dans les rapports rédigés par Keller pour la Société des Antiquaires de Zurich qui reste la référence dans ce domaine. Dès le second numéro des Pfahlbauberichten paru en 1858, Keller présente les nouvelles découvertes réalisées un peu partout en Suisse et les commente. Chaque numéro est en quelque sorte une mise à jour de l'état de la recherche. Il publie notamment les découvertes de son ami Friedrich Schwab à propos du site de La Tène, sans pour autant avoir conscience de l'importance chronotypologique de ce site.
La science a parfois été mise de côté par certains chercheurs pour qui le gain pécuniaire pouvait être plus important que la valeur historique. En effet, de riches collectionneurs étaient prêts à donner beaucoup d'argent pour acheter certaines pièces, ce que ne pouvaient pas se permettre les sociétés savantes. Ce phénomène a également eu pour effet de mettre l'accent sur les objets plutôt que sur les sites et les structures d'habitat, qui ont été délaissés. Ce n'est que vers la fin du XIXe siècle que l'État commence à s'en préoccuper et décide de fonder le Musée National Suisse en 1898. Lors du choix de la ville dans laquelle ce musée serait réalisé, Zurich était en concurrence avec Lucerne, Bâle et Berne. La Société des Antiquaires de Zurich a eu une influence sur ce choix car elle s'est engagée à remettre ses riches et prestigieuses collections au nouveau musée ce qui a donc décidé l'Assemblée fédérale suisse d'implanter le musée dans la ville de Zurich. Cependant, cette représentation romantique du village lacustre ne touche pas uniquement les scientifiques et les amateurs, cela devient un véritable phénomène populaire. L'illustration donnée par Keller va influencer de nombreux artistes qui reprennent ce sujet pour en faire des tableaux, des œuvres littéraires ou encore des pièces de théâtre.

## Débats et controverses

### Controverse à propos de la paternité de la découverte des Lacustres
Keller envoie son rapport aux membres de la Société des Antiquaires de Zurich et également à plusieurs de ses collègues en Suisse comme Frédéric Troyon, Johann Kaspar Mörikofer ou Adolphe Morlot qui semblent intéressés par ses recherches. Au début, les découvertes lacustres n'ont donc pas beaucoup d'impact en dehors des frontières suisses. C'est n'est qu'à la fin des années 1850 que, à la suite de quelques découvertes au bord du lac d'Annecy et du lac de Constance, l'Europe commence peu à peu à s'intéresser à ce phénomène. Les découvertes de Jacques Boucher de Perthes à propos de l'homme antédiluvien et de la Préhistoire contribuent grandement à populariser ce sujet. Le travail d'Édouard Desor et de Gabriel de Mortillet notamment sur le mobilier archéologique du Nord de l'Italie et leur engagement pour le développement des études préhistoriques, qui aboutira au Congrès international d'archéologie préhistorique, sont également fondamentaux pour comprendre l'internationalisation de ce sujet. C'est à la suite de cette reconnaissance internationale que Keller devient véritablement le "découvreur de la civilisation lacustre".
Malgré le fait que Keller était reconnu dans son domaine, il n'a pas eu que des partisans. En effet, plusieurs personnes se sont opposées à lui en revendiquant la paternité de la découverte des habitations lacustres. Johannes Aeppli, l'instituteur d'Obermeilen qui a appelé Keller à la suite de la découverte d'objets par ses élèves en 1854, a voulu s'approprier la notoriété de ces trouvailles. Keller n'était pas le premier à interpréter du mobilier provenant des rives des lacs comme étant des "antiquités celtiques", des antiquaires comme Albert Jahn, Friedrich Schwab ou Emanuel Friedrich Müller l'avaient justement fait dans des travaux antérieurs. Albert Jahn, qui avait décrit et interprété la station palafittique de Mörigen au bord du lac de Bienne dès 1850, a contesté la paternité de la découverte et réclamé de la reconnaissance. Keller s'est toujours défendu avec l'argument selon lequel l'interprétation générale de tous les vestiges vestiges était plus importante sur la découverte en elle-même et que les interprétations isolées. Sa renommée et son statut l'ont en quelque sorte protégé face à ces accusations et malgré ces controverses, son nom est toujours resté associé à la découverte des stations lacustres et il l'est encore aujourd'hui.
Or, dans les faits, il n'est pas le premier à avoir découvert ce genre de sites et il n'est même pas avéré qu'il en ait véritablement découvert par lui-même. En effet, ce sont d'abord les pêcheurs qui ont découvert des objets anciens et qui les ont apportés à Keller, pour qu'il les identifie. Selon lui, ce n'est pas la découverte en soi qui est importante, mais l'interprétation. Keller est le premier à avoir écrit un rapport à ce sujet et à avoir proposé des interprétations et c'est cela qui en fait le "découvreur". De plus, il est le premier à véritablement parler d'une « civilisation lacustre ».

### Les Lacustres comme ancêtres de laNation suisse
À la suite de la Guerre du Sonderbund, les Suisses s'unifient un en État fédéral avec une Constitution en 1848. L'État cherche alors le moyen de solidifier cette union et de fortifier son identité nationale en cherchant un passé commun à tous les Suisses. Pendant les basses eaux du lac de Zurich en janvier 1854, des travaux importants s'exécutent à Obermeilen. Les ouvriers chargés d'édifier une digue au large découvrent des centaines de pieux plantés dans la vase et de très nombreux objets néolithiques. Keller avance alors la théorie des « cités lacustres », villages construits au-dessus du niveau des lacs dans le but de se protéger des bêtes sauvages. En Suisse, dans un pays multiculturel qui doit affirmer son identité d’une manière originale face au développement de l'impérialisme français et l'affirmation des nationalismes allemands et italiens, les Lacustres sont alors vus comme des ancêtres helvètes par excellence. Ils sont la preuve qu'un peuple avec une culture spécifique et des traditions similaires a vécu à la fois en Suisse romande au bord des lacs de Neuchâtel, Bienne et du Léman, mais aussi en Suisse alémanique sur les rives des lacs de Zurich et Zoug par exemple. L'imaginaire commun romantique qui s'est développé autour de l'image, au départ purement hypothétique, que Keller a mis en place, est ainsi récupérée et instrumentalisée pour forger un âge d'or commun à toute la nation. Cependant, les archéologues de l'époque, dont Ferdinand Keller, sont conscients du fait que ce phénomène dépasse largement les frontières nationales de la Suisse. Cette découverte archéologique entraîne en Europe une véritable « fièvre lacustre », scientifique et romantique. Le thème de la civilisation lacustre tend vers la représentation fantasmée d'un âge d'or préhistorique et d'habitants en harmonie avec la nature.

## Publications principales
- 1840 : Das Panorama von Zürich. Schilderung der in Zürich's Umgebungen sichtbaren Gebirge, nebst Beschreibung der im Jahr 1837 ausgeführten Ersteigung des Tödiberges, Zurich : Orell Füssli.
- 1844 : Bauriss des Klosters Sankt Gallen vom Jahr 820, Zurich : Meier & Zeller
- 1854 : Die keltischen Pfahlbauten in den Schweizerseen, Mitteilungen der Antiquarischen Gesellschaft in Zürich, Zurich.
- 1858 : Pfahlbauten. Bericht 2, Mittheilungen der Antiquarischen Gesellschaft in Zürich, Zurich : S. Höhr.
- 1860 : Pfahlbauten. Bericht 3, Mittheilungen der Antiquarischen Gesellschaft in Zürich, Zurich : Meyer und Zeller.
- 1861 : Pfahlbauten. Bericht 4, Mittheilungen der Antiquarischen Gesellschaft in Zürich, Zurich : Meyer und Zeller.
- 1863 : Pfahlbauten. Bericht 5, Mittheilungen der Antiquarischen Gesellschaft in Zürich, Zurich : Meyer und Zeller.
- 1866 : Pfahlbauten. Bericht 6, Mittheilungen der Antiquarischen Gesellschaft in Zürich, Zurich : éditeur inconnu.
- 1876 : Pfahlbauten. Bericht 7, Mittheilungen der Antiquarischen Gesellschaft in Zürich, Zurich : Orell Füssli.
- 1878 : The Lake Dwellings of Switzerland, and Other Parts of Europe, Ann Arbor : University of Michigan Library.
- 1879 : Pfahlbauten. Bericht 8, Mittheilungen der Antiquarischen Gesellschaft in Zürich, Zurich : Orell Füssli.